# Грицаюк, Виктор Петрович

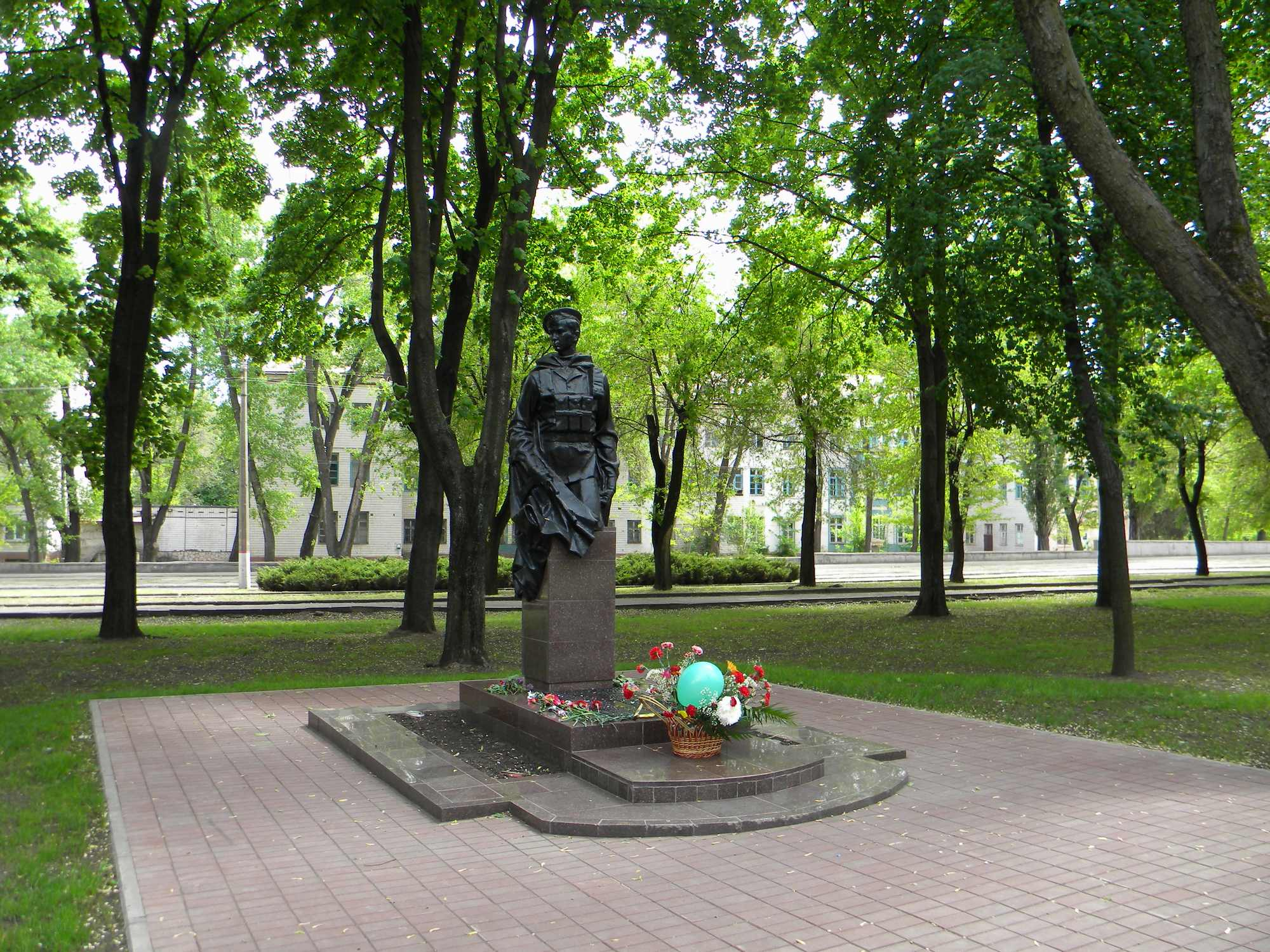
Имя на памятнике воинам-интернационалистам на Дзержинке (Кривой Рог)

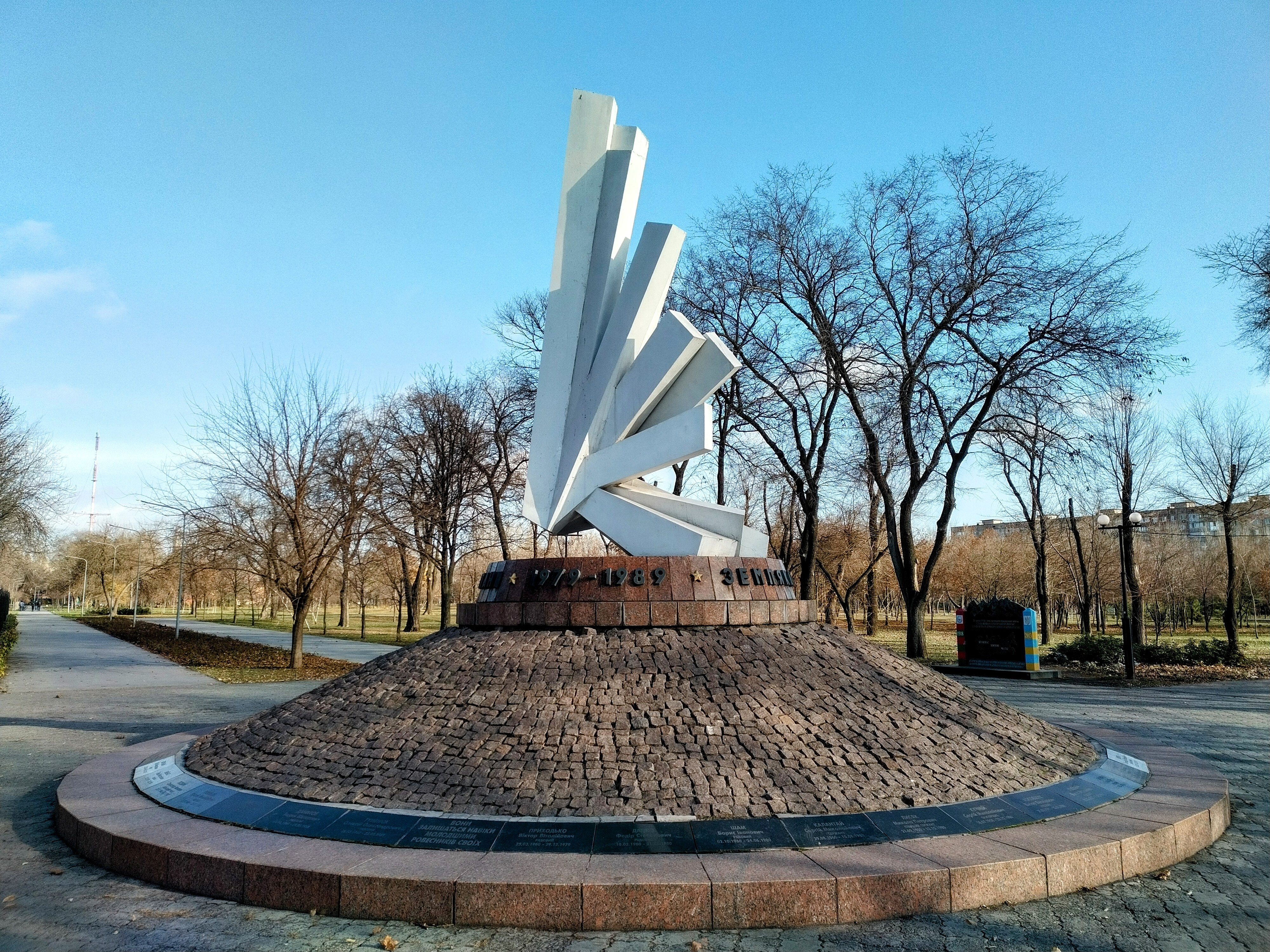
Имя на памятнике воинам-интернационалистам в Юбилейном парке (Кривой Рог)

Грицаюк Виктор Петрович (19 октября 1962, Кривой Рог, Днепропетровская область — 12 марта 1982, Афганистан) — советский военнослужащий, рядовой, стрелок-гранатомётчик, участник Афганской войны.

## Биография
Родился 19 октября 1962 года в городе Кривой Рог Днепропетровской области УССР в рабочей семье.
В 1980 году окончил СПТУ № 8 в Кривом Роге, работал сварщиком-арматурщиком в строительном управлении № 3 треста «Кривбассрудстрой».
24 октября 1980 года призван в Вооружённые силы СССР Жовтневым районным военным комиссариатом Кривого Рога. В январе 1981 года в звании рядового направлен в состав ограниченного контингента советских войск в Афганистане, служил стрелком-гранатомётчиком. Неоднократно участвовал в боевых операциях.
12 марта 1982 года в бою в кишлаке мотострелковая рота, в составе которой он был, попала в засаду. В сложной боевой обстановке вёл себя смело и решительно. В этом бою был тяжело ранен и умер на поле боя.
Похоронен в Кривом Роге на Центральном кладбище (участок 8, ряд 9, могила 4).

## Награды
- Орден Красной Звезды (посмертно)[1][2].

## Память
- Имя на памятнике воинам-интернационалистам Днепропетровщины, погибшим в Афганистане (Днепр)[4];
- Имя на памятнике воинам-интернационалистам на Дзержинке (Кривой Рог);
- Имя на памятнике воинам-интернационалистам на КРЭСе (Кривой Рог);
- Имя на памятнике воинам-интернационалистам в Юбилейном парке (Кривой Рог).